# 約翰尼·卡什

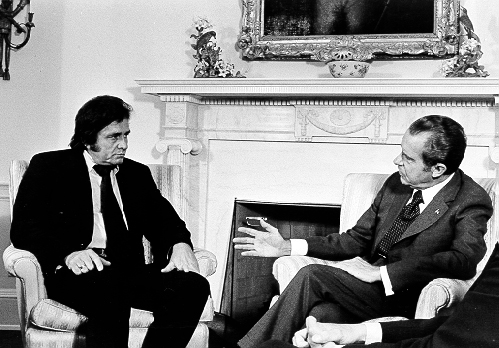
约翰尼·卡什（左）与美国总统尼克森会面

约翰尼·卡什（英語：Johnny Cash，1932年2月26日—2003年9月12日），出生名字為J. R. Cash，美国音樂家、乡村音乐創作歌手、電視音樂節目主持人，創作和彈奏演唱歌曲包括鄉村、搖滾、藍調、福音、民間、說唱，多樣曲風令人讚賞。多次獲得格莱美獎，1996年收到甘迺迪中心榮譽獎證書，2001獲得國家藝術勳章，已經入駐5個音樂廳名人堂，1997年納什維爾歌曲創作名人堂，1980年鄉村音樂名人堂，1992年搖滾名人堂，2010年福音音樂名人堂，2013年孟菲斯音樂名人堂。妻子是美国另一位同为著名乡村音乐作者和歌手简·卡特·卡什。
约翰尼·卡什以他低沉而特别的歌声著称，而他的田纳西三人组所拥有的“沉音低挫”（boom-chick-a-boom 为二声部的说唱节奏，摇摆节奏风格）和“运货车”（freight train）的独特风格，以及他的黑色装束还有特立独行的作风为他赢得了“黑衣人”（The Man in Black）的绰号。他的演唱会经常以如此简单的介绍开始——“大家好，我是约翰尼·卡什。”
约翰尼·卡什的大部分作品，尤其是他的晚期作品，常常回响着悲伤、精神忧患和救赎的主题。他的标志性歌曲包括“I Walk the Line”、“Folsom Prison Blues”、“Hurt”、“Ring of Fire”、“That Old Wheel”。他也灌制了几首幽默歌曲，诸如“One Piece at a Time”、“The One on the Right Is on the Left”、“Dirty Old Egg-Sucking Dog”、“A Boy Named Sue”；以及摇滚歌曲，如“Get Rhythm”；还有各种铁路歌曲，其中代表作有“Rock Island Line”和“Orange Blossom Special”。
在约翰尼·卡什接近五十年的生涯之中一共售出了5000万张唱片，他被公认为美国音乐史上最具影响力的音乐家之一。

## 早年生活
“黑衣人”约翰尼·卡什出生在阿肯色州的金士兰，是雷·卡什和嘉丽·卡什的儿子，而他的童年则是在阿肯色州的狄西度过的。在五岁的时候，他就已经在棉花地裡劳作，并经常和家人一起唱歌。他家的农场曾经被洪水淹没过，这给了他创作“Five Feet High And Rising”这首歌的灵感。
1944年他的哥哥在操作電鋸时死于悲惨的意外事故。经济萧条时期家庭经济的拮据和个人的痛苦挣扎使他迅速成熟，并激发了日后的许多歌曲创作，特别是那些描写面临相似困难的人们的歌曲。
约翰尼·卡什早年的记忆中充斥着福音音乐和无线电广播播放的音乐。在他母亲和一个童年朋友的影响下，但是还是一个小孩子的约翰尼·卡什开始演奏吉他和创作歌曲。在高中时他已经在当地一家广播电台唱歌。几十年后，约翰尼·卡什发行了一张传统福音音乐专辑——《My Mother's Hymn Book》。而他每周收听的在“杰克·本尼（Jack Benny）”广播频道播放的由丹尼斯·戴（Dennis Day）演奏的传统爱尔兰音乐也对他产生了巨大影响。
据说他被取名为J.R.是因为他的父母无法在取名上达成一致意见，最后妥协的结果只能是首字母。在当时的美国，如此取名也是一个普遍的现象。而当他应募入伍在美国空军担任无线电操作员时，军队无法接受他的名字，所以他只好将名字改为 John R. Cash 。在1955年和太阳唱片公司签订合同时，他采用“Johnny” Cash作为艺名。他的亲朋好友一般都叫他约翰，而家里的人仍然叫他J.R.。

## 早期生涯
在圣安东尼奥的Lackland空军基地和Brooks空军基地，约翰尼·卡什先后经过了基础训练和技术训练，而后被派往位于兰斯堡（Landsberg）的空军安全保障服务基地。
在兵役结束之后，卡什同在Brooks空军基地训练时相识的Vivian Liberto结婚。1954年，他前往田纳西州的孟菲斯，在学习成为电台播报员的同时，他还销售各种仪器。晚上，他与吉他手Luther Perkins和贝司手Marshall Grant一起演出，后两者就是著名的田纳西二人组（Tennessee Two）。卡什曾经鼓起勇气访问了太阳唱片公司的录制室，希望能够得到一份唱片合同。而山姆·菲利普（Sam Phillips）在试听过后，对基本上只演唱福音歌曲的卡什说：“回去好好想想，然后带一首好卖的歌来。”卡什最后终于用带着他早期狂乱风格的新歌征服了菲利普。他在太阳唱片公司的第一批唱片——“Hey Porter”和“Cry Cry Cry”在1955年发行并在乡村音乐排行榜上获得了相当程度的成功。
卡什的下一张专辑《Folsom Prison Blues》在排行榜上位列第五；而后的《I Walk the Line》则位居第一，在流行音乐排行榜上也进入了前20名。接着，约翰尼·卡什在1957年发行了《Home of the Blues》。在这一年，他成为了太阳唱片公司第一个灌制密纹唱片（long-playing album）的歌手。尽管已经是太阳那个时期最稳定的利润来源，但卡什觉得被于这个小厂牌的合同束缚住了手脚。埃尔维斯·普雷斯利（Elvis Presley 猫王）已经离开了太阳唱片公司，而菲利普的大部分注意力也集中在了Jerry Lee Lewis身上。第二年，卡什离开了太阳唱片公司并和哥伦比亚唱片公司（Columbia Records）签订了一份廉价合同，在哥伦比亚，他推出了有史以来最畅销的单曲“Don't Take Your Guns to Town”。
卡什的第一个孩子出生于1955年，是一个女孩，叫罗珊妮（Rosanne）。虽然之后他和Vivian又有了三个女儿——1956年出生的凯瑟琳（Kathleen）、1959年出生的辛迪（Cindy）和1961年出生的塔拉（Tara），但他常年的外出和吸毒使婚姻日益紧张。在1966年，他们两个宣布离婚。卡什在两年后与简·珍妮·卡什结婚。

## 毒瘾与混乱
当60年代初他的事业逐步步入辉煌的时候，卡什开始酗酒并且无法摆脱对安非他命和巴比土的依赖。卡什和沃伦·詹宁斯在納許維爾同住一套公寓，后者也深陷安非他命的毒瘾之中不可自拔。卡什经常藏匿毒品，而后又忘了藏在哪里，于是就怀疑詹宁斯偷了它们。卡什在旅行中就靠着这些兴奋剂保持清醒。朋友们经常拿他的神经兮兮和反复无常的行为开玩笑，却不知道这是他毒瘾越陷越深的表现。
尽管状况不是很好，但是他的狂乱的创造力仍不断带来伟大的杰作。他的新单曲“Ring of Fire”是一首跨界作品，在乡村音乐排行榜上排名第一，并进入流行音乐排行榜前二十名。这首歌由珍·卡特和米尔·基尔果尔创作，并由卡特的妹妹首次演唱，但是其中标志性的墨西哥街頭风的演绎则是由卡什完成的，据他回忆这个灵感来自于一个梦。这首歌描述了卡特在与卡什的一段挣扎的禁恋中所过的地狱般的生活（在那时他们都已成婚）以及她对于卡什的“火戒”（毒品依赖和酗酒）的看法。
卡什有时会提及他的由吸毒诱发的反复无常的行为，脸上则带着一丝茫然的冷漠。1965年6月，在洛斯帕德里斯国家森林，他的货车起火并烧毁了附近几百英亩的森林。当法官询问卡什为何这么做时，他回答那一段时间他神志迷糊不清。“我没有纵火，是我的车幹的，但是它已经死了，你没办法再审问它了。”这场火灾一共毁了508英亩的林地，将三座山头的植被焚烧殆尽，并导致了保护地内53只濒危神鹰中的49只死亡。卡什毫无悔意——“我才不关心你们那些该死的黄色鸟儿。”联邦政府起诉了他并获赔125,127美元。约翰尼·卡什最后付出82,001美元了结此案。他经常说他是唯一一个因引起一场森林火灾而被政府起诉的人。
尽管小心翼翼地制造浪漫的逍遥法外分子的形象，但是他从未被判处过在监狱服刑，只有几次因为行为不检被送进监狱，每次都只在里头在一个晚上。他最为人熟知的与法律的摩擦发生在1965年的巡回演出中，当时他在德克萨斯州的艾尔帕索被一支缉毒小组逮捕。警官怀疑他正从墨西哥走私毒品，而他则将毒品和安非他明藏在了吉他箱子中。被发现后，他接受了一次延期审判。另外一次是1965年5月11日，约翰尼·卡什在密西西比州的斯塔克维尔因非法入侵私人领地（为了摘取鲜花）而被逮捕（这一事件给了他创作“Starkville City Jail”的灵感）。
在60年代中期，约翰尼·卡什发行了大量概念专辑，包括1965年的《Ballads of the True West》——一张包括了原生态的边远地区歌曲并附有卡什音轨的试验性专辑；以及1964年的《Bitter Tears》，其中的一些歌曲关注到了美国土著居民的困苦境况。然而，此时期他的毒瘾已经相当严重，他的破坏性行为导致了与他首任妻子的离异以及一系列演出的取消。

## 福尔森监狱蓝调
当他还是一名空军士兵在西德服役时，卡什看了一部名为“Inside the Walls of Folsom Prison”的B级片，这部电影给他带来了“Folsom Prison Blues”的初稿灵感，这是他最有名的歌曲之一。
卡什对于囚犯报以极大的同情。从50年代末起，他开始在许多监狱举办演唱会。这些演出最终结集发行，于是就有了《Johnny Cash at Folsom Prison》和《Johnny Cash at San Quentin》两张相当成功的现场专辑。
《Johnny Cash at Folsom Prison》以充满力量的经典歌曲“Folsom Prison Blues”开始，而《Johnny Cash at San Quentin》则包括了单曲"A Boy Named Sue"，这首歌曲由Shel Silverstein谱写，风格新颖，很快就在乡村音乐排行榜上位居第一，在美国流行乐排行榜上也高居第二。
在福尔森监狱和圣昆汀等地的表演之后，1972年约翰尼·卡什在瑞典的奥斯特拉克监狱进行了一场演出。在而后的1973年他发行了与这次演出相关的现场录音《På Österåker》。在这些歌曲中卡什穿插着瑞典语的演唱大受狱囚的欢迎。
在参加了一次于尼卡贾克岩穴举行的主显节后，卡什在70年代初期戒掉了毒瘾，并重新激发起了对于天主教的信仰。

## “黑衣人”
从1969年到1971年期间，约翰尼·卡什主持了ABC电视网的《约翰尼·卡什》（The Johnny Cash Show）。“The Statler Brothers”乐队为他的每集节目都做了开场表演。在他的节目中，曾出现了许多著名的摇滚大师——尼尔·杨（Neil Yong）、詹姆斯·泰勒（James Taylor）和鲍勃·迪伦（Bob Dylan）。
约翰尼·卡什和鲍勃·迪伦于1964年的纽波特民谣音乐节（Newport Folk Festival）上初次见面，而当他们在60年代晚期的伍德斯托克（纽约）成为邻居时，两个人便成为了密友。卡什十分热中于像他的观众重新引介隐遁多时的迪伦。在迪伦的乡村音乐专辑《纳什维尔的地平线》（Nashiville Skyline）中，卡什和他合作完成了一曲二重唱“Girl From The North Country”，并为他撰写了获得格莱美奖的唱片内页。
另一个受到《约翰尼·卡什》节目影响甚大的艺术家是歌曲作者克里斯·克里斯托佛森（Kris Kristofferson）。在现场表演克里斯托佛森的歌曲“Sunday Mornin' Comin' Down”时，卡什拒绝了电视网管理人员修改其中一段关于大麻的有争议歌词的要求。那段歌词如下：“On the Sunday morning sidewalks / Wishin', Lord, that I was stoned.”
到了70年代初，约翰尼·卡什将自己的公众形象包装成“黑衣人”。他表演时经常身着一身黑服，外裹一件及膝黑色长袍。

## 傳記電影
強尼·凱許的歌唱生涯被改編成傳記電影為你鍾情，由詹姆士·曼格執導，瓦昆·菲尼克斯飾演強尼·凱許，瑞絲·薇斯朋則飾演簡·卡特·凱許。
電影在2005年上映，並獲得第78屆奧斯卡金像獎五項提名，最終獲得奧斯卡最佳女主角獎。

## 约翰尼·卡什著名的歌曲
- "Hurt"
- "Hey Porter"
- "Cry, Cry, Cry"
- "Folsom Prison Blues"
- "The Ballad of Ira Hayes"
- "I Walk the Line"
- "Don't Take Your Guns to Town"
- "Ring of Fire"
- "Orange Blossom Special"
- "Daddy Sang Bass"
- "A Boy Named Sue"
- "Big River"
- "Cocaine Blues"
- "Ghost Riders in The Sky"
- "Home of the Blues"
- "Jackson"
- "Man in Black"
- "San Quentin"
- "The Man Comes Around"